# Magaramkent
Magaramkent (in russo Магарамкент?; in lingua lesga: Мегьарамдхуьр) è un villaggio della Russia situato nel Daghestan. Appartiene al rajon Magaramkentskij di cui è il centro amministrativo.
Il villaggio si trova nel sud del Daghestan, vicino al confine con l'Azerbaigian, a 180 km dalla città di Machačkala.